# Рогожина
Рогожина (рум. Rogojina) — село у повіті Арджеш в Румунії. Входить до складу комуни Будяса.
Село розташоване на відстані 115 км на північний захід від Бухареста, 9 км на північний захід від Пітешть, 104 км на північний схід від Крайови, 101 км на південний захід від Брашова.

## Населення
За даними перепису населення 2002 року у селі проживали 260 осіб, усі — румуни. Усі жителі села рідною мовою назвали румунську.